# Mauro Andrizzi
Mauro Andrizzi, né le 28 mars 1980 à Mar del Plata, Buenos Aires, en Argentine, est un réalisateur, scénariste et producteur argentin.

## Biographie
Mauro Andrizzi étudie à la Escuela Nacional de Experimentación y Realización Cinematográfica (ENERC) en Argentine.
Andrizzi remporte le Queer Lion pour son film En el futuro en 2010 à la 67e Mostra de Venise.
Ainsi que remporte le Premio Orizzonti pour son film Accidentes Gloriosos en 2011 à la 68 Mostra de Venise.

## Filmographie
Réalisateur et scénariste
- 2007 : Mono
- 2008 : Iraqi Short Films
- 2010 : En el futuro
- 2011 : Accidentes gloriosos
- 2016 : Una novia de Shanghai
- 2019:  Cairo Affaire